# Joseph A. Dixon

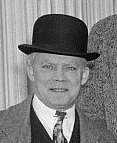
Joseph A. Dixon, 1938

Joseph Andrew Dixon (* 3. Juni 1879 in Cincinnati, Ohio; † 4. Juli 1942 ebenda) war ein US-amerikanischer Politiker der Demokratischen Partei. Von 1937 bis 1939 war er Mitglied des Repräsentantenhauses der Vereinigten Staaten für den 1. Kongressdistrikt des Bundesstaates Ohio.

## Biografie
Dixon besuchte die St. Patricks School, die Hughes High School und die Xavier University of Cincinnati. In einem Geschäft eines Kaufmanns arbeitete er als Gehilfe von 1893 bis 1900. Im Bekleidungshandel war er in Cincinnati, Anderson und Hartford City tätig. Er war Manager und Inhaber von Amateur- und Profi-Baseball-Teams.
1936 wurde er als Vertreter des 1. Kongressdistrikts von Ohio ins US-Repräsentantenhaus gewählt. Seine Wiederwahl 1938 war nicht erfolgreich. Er begab sich zurück in seine Geburtsstadt und ging wieder seinen Geschäften nach. Dixon starb 1942 in seiner Geburtsstadt. Seine letzte Ruhe fand er auf dem St. Joseph´s Cemetery in Cincinnati.